# فرد زاور
فرد زاور (آلمانی: Fred Sauer; ۱۴ دسامبر ۱۸۸۶ – ۱۷ سپتامبر ۱۹۵۲) کارگردان فیلم، فیلم‌نامه‌نویس اهل اتریش بود. وی کارگردان فیلم‌هایی همچون سنگ‌دل بوده‌است.